# Kempten (Allgäu)
Kempten (formellt Kempten (Allgäu)) är en kretsfri stad i det tyska förbundslandet Bayern och har ungefär 71 000 invånare. Av överregional betydelse är stadens mjölkproduktion.
Kempten ligger vid Alpernas norra gräns och är tillsammans med Trier, Worms och Augsburg en av Tysklands äldsta städer. Det antas att det fanns redan ett samhälle på platsen före romarnas ankomst. Säkert är att romarna cirka år 15 före Kristus skapade staden Cambodunum vid ett vadställe i floden Iller. Möjligtvis var Kempten huvudort i provinsen Raetia innan Augsburg övertog denna funktion. 740 bildades ett kloster i staden som hade ansvaret för den omliggande regionen. 1289 blev en del av Kempten en fri riksstad och på så sätt oberoende av klostret. Ur ekonomiskt hänseende var handeln med salt, linnetyg och smedjeprodukter av betydelse.

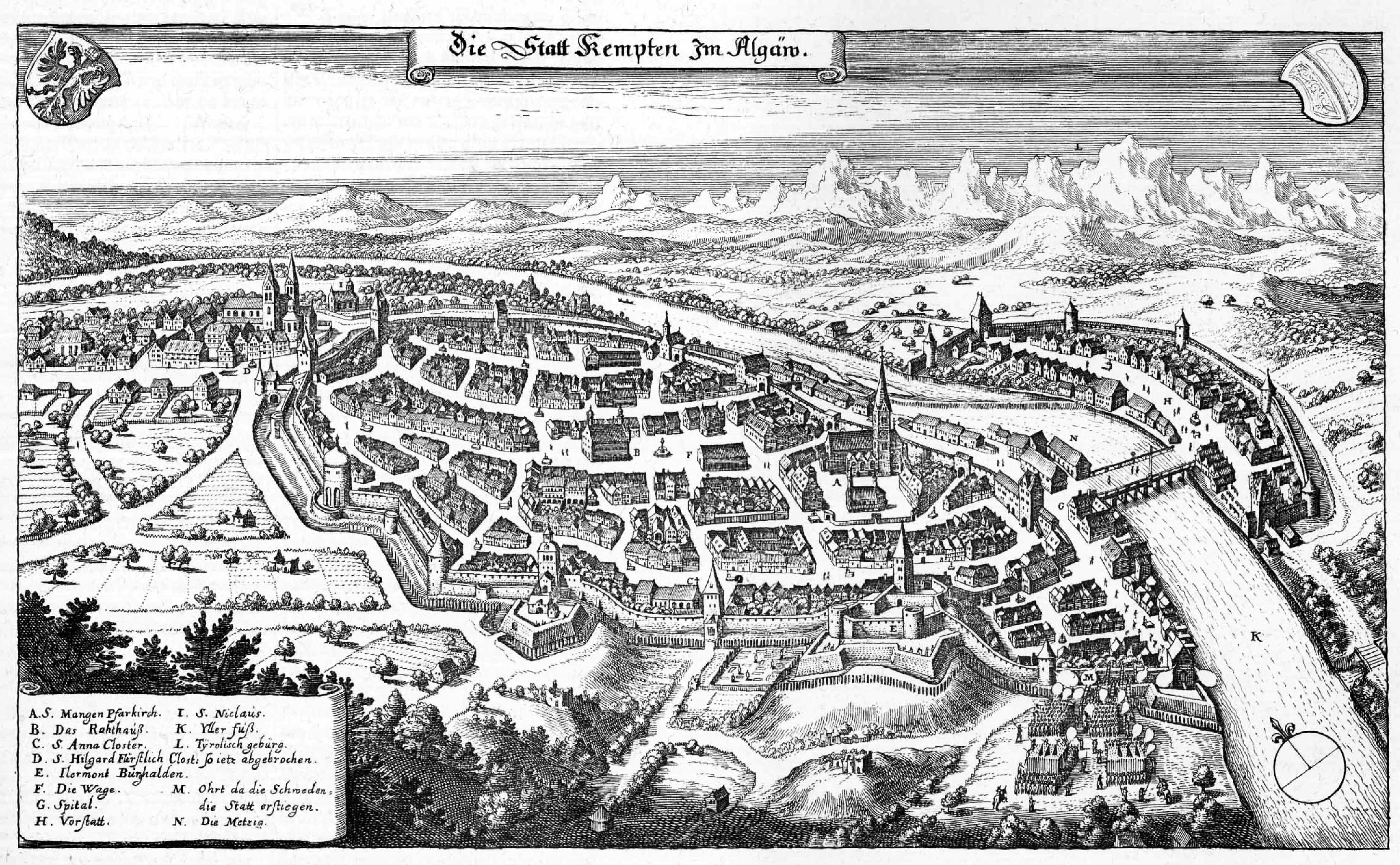
Vy över Kempten, omkring 1650.

I samband med det tyska bondekriget kom reformationen till den självständiga delen av Kempten. Under det trettioåriga kriget hjälpte varje stadsdel dessa trupper som kämpade för den tillhörande religionen. Dessutom föll många invånare offer för pesten. Invånarantalet sjönk från cirka 6 000 före kriget till 900 personer år 1635.
1775 var Kempten skådeplats för Tysklands sista häxjakt. Maria Anna Schwegelin dömdes till bränning på bål. Efter nyare forskningar står det fast att hon benådades och hon dog i stadens fängelse. Under Napoleon I:s ledning blev Kempten en del av kungariket Bayern och samtidig blev bägge delar av samhället förenade.
Med den industriella revolutionen fick stadens linneproduktion stark konkurrens och därför blev produktionen av papper, ost och andra mjölkprodukter av större vikt. Även turismen blev jämförelsevis tidigt en viktig ekonomisk faktor.

## Personer från Kempten
- Chris Karrer, krautrockmusiker